# デクロ (アイダホ州)
デクロ（Declo）はアイダホ州カシア郡にある都市。2000年国勢調査の人口は343人。

## 歴史
当初の地名はマーシュフィールドであったが、1916年にデクロに改名した。中央郵便局から5文字を超えない名称に変更するように指示され、デクロに改名した。

## 地理
デクロの座標は北緯42度31分10秒 西経113度37分48秒 / 北緯42.51944度 西経113.63000度。標高は海抜1,286m。アメリカ合衆国国勢調査局によると、面積は0.73km²。

### 気候
ケッペンの気候区分によると、ステップ気候（BSk）に分類される。